# Andorra MoraBanc Clàssica
L'Andorra MoraBanc Clàssica és una cursa de ciclisme d'un dia que es celebra al juny a Andorra des de l'any 2025. És la primera cursa professional de ciclisme que es disputa al país pirinenc. Està integrada dins el calendari de l'UCI Europa Tour com a cursa 1.1.
El primer vencedor fou el danès Mattias Skjelmose Jensen.

## Palmarès
| Any  | Vencedor          | Segon                     | Tercer            |
| ---- | ----------------- | ------------------------- | ----------------- |
| 2025 | Mattias Skjelmose | Cristián Rodríguez Martín | Enric Mas Nicolau |